# Кузьминский, Александр Николаевич
Алекса́ндр Никола́евич Кузьминский (1910 — 1 апреля 1944, Станки, Всеволожский район) — советский футболист, вратарь.
Выступал за ленинградское «Динамо» в 1936—1939 годах, провёл более полусотни матчей в чемпионате и около десяти — в Кубке СССР.
22 мая 1936 года он стал вратарём, пропустившим первый гол в истории розыгрышей чемпионата СССР.
Погиб во время Великой Отечественной войны во время боя у деревни Станки (Вартемяги) Всеволожского района.